# Alene hjemme
Alene hjemme (Home Alone) er en amerikansk komediefilm fra 1990 instrueret af Chris Columbus og med manuskript af John Hughes.
Familien McCallister tager på juleferie til Paris og glemmer sønnen Kevin (Macaulay Culkin) hjemme i Chicago. Samtidig har to tyve besluttet at begå indbrud i alle de huse på Kevins vej, hvis beboere er taget på ferie. Det tror de, hele familien McCallister er. Kevin opdager det og sætter sig til at bekæmpe forbyderne med beskidte kneb. Det udvikler sig til åben krig imellem ham og tyvene.

## Produktion

### Optagelsen af filmen
Filmen blev optaget i Winnetka, en forstad til Chicago. Huset, hvor optagelserne fandt sted, ligger Lincoln Avenue 671 i Winnetka i Illinois. Huset er nu privatbolig.
Lidt af filmen blev optaget andre steder, som f.eks. Wilmette, Illinois og Chicago O'Hare International Airport. Ingen af scenerne fra Paris er optaget i Paris.

## Medvirkende
- Macaulay Culkin som Kevin McCallister
- Joe Pesci som Harry Lime
- Daniel Stern som Marv Merchants
- John Heard som Peter McCallister
- Catherine O'Hara som Kate McCallister
- Roberts Blossom som Old Man Marley
- John Candy som Gus Polinski